# Leben – Singen – Kämpfen

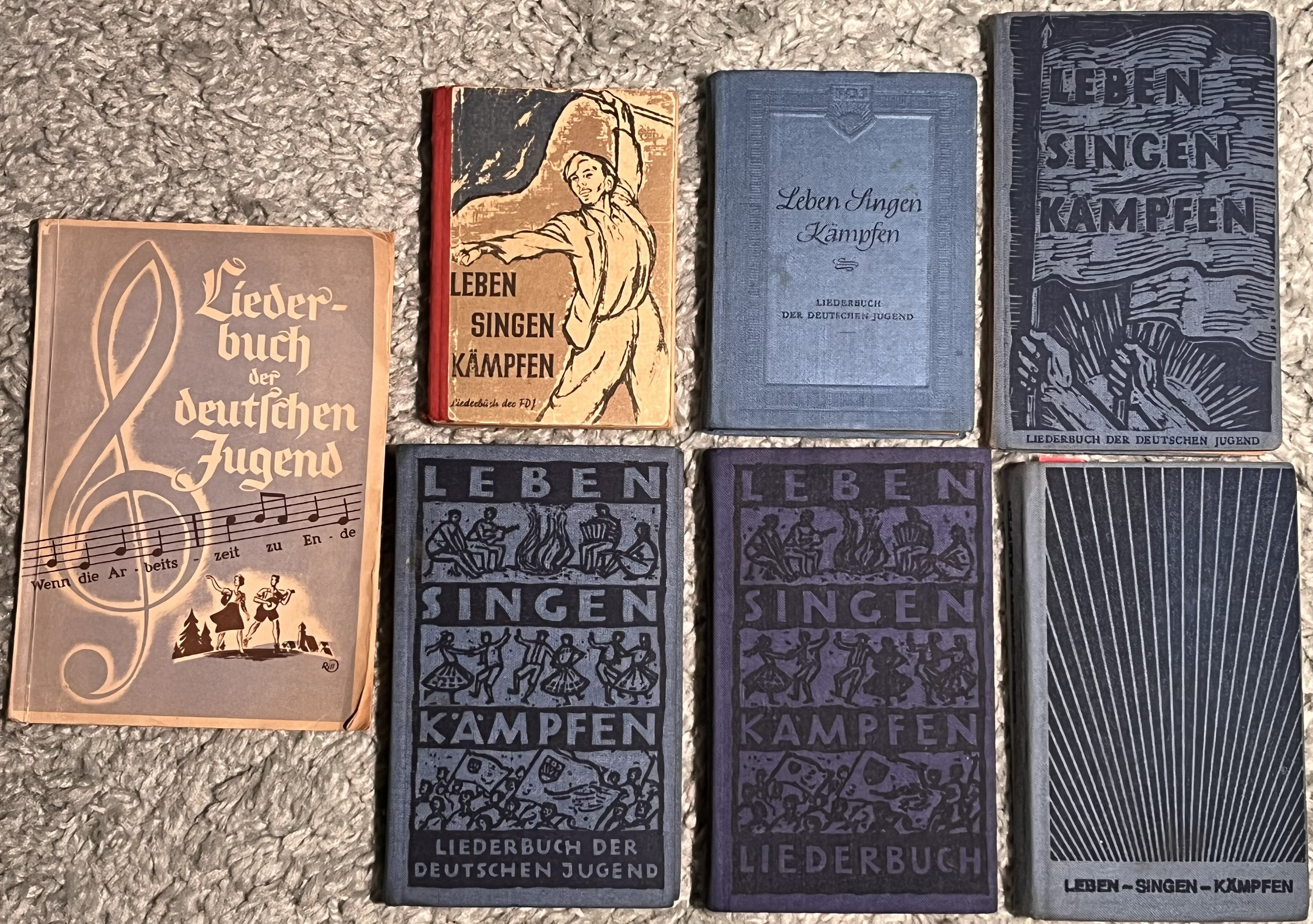
Verschiedene Ausgaben
im Wandel der Zeit

Das Liederbuch Leben – Singen – Kämpfen war das offizielle Liederbuch der DDR-Jugendorganisation Freie Deutsche Jugend und wurde von dieser im Zeitraum 1949 bis 1989 in 18 Auflagen herausgegeben. Es enthält neben Kampf- und Arbeiterliedern auch viele deutsche und internationale Volkslieder, teilweise in mehrstimmigen Sätzen.

## Beschreibung
Das Liederbuch, im Jahr 1946 als Liederbuch der Deutschen Jugend erstmalig herausgegeben, war eine Sammlung proletarischer auf das Jugendleben gerichteter Kampf- und beliebter Wanderlieder. Es unterstützte die Singbewegung von Gleichgesinnten bei Demonstrationen, Jugendlagern, Appellen und für die Chorarbeit in der Ausbildung an den staatlichen Musikschulen der DDR. Der Schwerpunkt war auf Jugendliche gerichtet.
Die erste Auflage 1949 wurde von der sowjetischen Militäradministration (SMAD) vor DDR-Gründung freigegeben, ab 1950 erschien das Buch zunächst im Verlag Neues Leben, später im  Musikverlag VEB Friedrich Hofmeister. In den 1950er-Jahren trug das Buch den ursprünglichen Titel noch als Untertitel Liederbuch der deutschen Jugend, da in dieser Zeit beide deutsche Teilstaaten Wiedervereinigungsbestrebungen unterstützten. In der Auflage von 1973 wurde der Titel in Liederbuch abgewandelt.
- 1. Auflage 1949 – 288 Seiten mit leicht angepassten Texten des Jugendliederbuches von 1946.[1] Bereits ab der 2. Auflage erfolgten entscheidende Änderungen und Ergänzungen:
- 2. Auflage 1950 – Liederbuch der FDJ (301 Seiten): Ergänzung mit Liedern auf die neu gegründete DDR
- 8. Auflage: 1954 – Liederbuch der deutschen Jugend mit FDJ-Logo (425 Seiten): Erweiterung um sozialistische Kampflieder und spezifisch landwirtschaftlich geprägte Titel, die neu gegründeten LPGen betreffend; Entfernung der Lieder, die Stalin verherrlichen
- 9. Auflage: 1958 – Liederbuch der deutschen Jugend ohne weitere Erkennungszeichen, überarbeitete Auflage (355 Seiten)
- 11. Auflage 1968 – Liederbuch der deutschen Jugend ohne weitere Erkennungszeichen, überarbeitete und erweiterte Auflage (382 Seiten)
- 12. Auflage 1973 – Liederbuch (373 Seiten)
- 14. Auflage 1979 – Subtitel Liederbuch der Freien Deutschen Jugend nur noch auf dem Vorsatz (400 Seiten); Entfernung zahlreicher populärer Titel

Die Veränderungen lassen sich auch anhand der stark modifizierten Gliederungen nachvollziehen. Während das Buch 1950 noch die Abschnitte
- Freie Jugend, neues Leben
- Kampf- und Feierlieder
- Volks- und Heimatlieder
- Wander- und Fahrtenlieder
- Freude und Frohsinn
- Lieder der Nationen

umfasste, war die Ausgabe von 1979 deutlich auf den Sozialismus und das sozialistische Weltbild zugeschnitten. Volkslieder und romantische Kunstlieder wurden untergemischt – so findet sich z. B. die Ode an die Freude in der Rubrik Brüder zur Sonne, zur Freiheit
- Vorwärts, Du junge Garde: Sozialistische Jugendbewegung, Freie Deutsche Jugend, Demokratische Jugend der Welt
- Brüder zur Sonne, zur Freiheit: Opposition und Revolution, Große Sozialistische Oktoberrevolution, Deutsche Arbeiterbewegung, Kampf und Sieg der Arbeiterklasse und ihrer Partei
- Es geht um die Erde ein rotes Band: Proletarischer Internationalismus, Antifaschistischer Widerstandskampf, Solidarität
- Heimat, dich werden wir hüten: Sozialistische Heimat, Arbeit, Frieden, Verteidigungsbereitschaft
- Heut ist ein wunderschöner Tag: Tageszeiten, Jahreszeiten, Wandern, Sport
- Das Lieben bringt groß' Freud
- Wer schaffen will, muss fröhlich sein: Geselligkeit, Humor, Singen und Tanzen.

An die politische Situation wurde nicht nur das optische Erscheinungsbild des Buches angepasst, sondern auch der Inhalt mehrmals stark verändert. So erfolgten in Folge einschneidender politischer Ereignisse und von Programm-Änderungen der SED (z. B. Aufstand vom 17. Juni 1953, Stalins Tod, Wahl Honeckers zum Generalsekretär der SED 1971, Ausbürgerung Wolf Biermanns 1976) Entfernungen von Titeln, die nicht mehr der geltenden Linie des SED-Programms und der FDJ entsprachen. Von den 164 Titeln der 2. Auflage waren nur noch 50 in der letzten Überarbeitung von 1979 zu finden. Dort waren stattdessen 273 neue Titel erfasst. Bestimmte Titel waren spätestens ab dem Mauerbau nicht mehr zeitgemäß, z. B. Die Freie Deutsche Jugend stürmt Berlin oder das Lied von Berlin mit Textzeilen wie „Ein Deutscher muss auch Berliner sein, weil Berlin uns einig macht“.